# أم حبال
أم حبال قرية سورية تتبع ناحية اليعربية في منطقة المالكية التابعة لمحافظة الحسكة. بلغ عدد سكانها 193 نسمة عام 2004.تقع على بعد 10 كم تقريبا إلى الشمال من مدينة اليعربية.